# Alois Patzak
Alois Patzak ( 1930) es un botánico austríaco, que desarrolló actividades académicas en el Museo de Historial Natural de Viena. Ha realizado expediciones botánicas a Italia.

## Algunas publicaciones
- 1967. Flora Iranica: Verbenaceae. Vol. 43. Ed. Akad. Druck- und Verlag-Anst. 8 pp. ISBN 3201007285, ISBN 9783201007283

- 1958. Revision der Gattung Ballota Section Ballota. 24 pp.

## Honores

### Eponimia
- (Resedaceae) Reseda patzakiana Rech.f.[3]
- La abreviatura «Patzak» se emplea para indicar a Alois Patzak como autoridad en la descripción y clasificación científica de los vegetales.[4]